# Sigara böreği
El Sigara böreği (traduït literalment: “börek o burek de cigarreta”, per la seva forma; també conegut com a ‘cigarreta de pasta fil·lo’) és una varietat de börek típic de la cuina turca. Es pot considerar un meze.
El Sigara böreği es fa amb yufka com a massa per formar els sigara, i beyaz peynir i julivert picats com a ingredients bàsics pel farciment. Un cop enrotllats els "cigarrets", es fregeixen.
El sigara böreği és un tipus de menjar que s'ha popularitzat fora de Turquia; així, es pot trobar a diverses ciutats arran del món.